# Jean-Jacques Romero
Pour les articles homonymes, voir Romero.
Jean-Jacques Romero de Avila est un enseignant, proviseur et syndicaliste français né le 14 décembre 1945 et mort le 9 septembre 2019. 

## Biographie
Né à Savigny-sur-Orge (Essonne), d'un père républicain espagnol et d'une mère d'origine normande, Jean-Jacques Romero vit dans une famille populaire. 
Il effectue le début de ses études dans des cours complémentaire à Paris 10e (rue des Petits-Hôtels - aujourd'hui collège Bernard-Palissy) puis à Rosny-sous-Bois (Seine-Saint-Denis) (rue Marie-Bétremieux). Il entre à l'École normale d'instituteurs d'Auteuil en 1961 et prépare le baccalauréat au lycée Turgot de Paris 3e en qualité d'élève-maître. Il obtient le baccalauréat philosophie en 1964. Il prépare ensuite l'ENS de Saint-Cloud au lycée Henri-IV et intègre l'IPES Paris Sorbonne Lettres en 1965. Il obtient la licence ès-lettres modernes en 1967 et la maîtrise en 1968. Il est admis au CAPES théorique en 1969 et au CAPES pratique en 1970.[réf. souhaitée]
Après une année de service militaire effectué à Maisons-Laffitte (23ème RIMA), à l'École nationale des sous-officiers d'active  (ENSOA) de Saint-Maixent-l'École (comme professeur), puis au 76ème G.P. de Vincennes, il commence en 1971 une carrière de professeur de français qu'il poursuivra comme chef d'établissement de 1983 jusqu’à son départ à la retraite en 2006.

## Carrière
Il milite d'abord au sein du SNES (alors affilié à la FEN). Son premier mandat syndical lui est confié en 1969, année lors de laquelle il devient membre du bureau départemental de Paris. À partir de 1971, il est élu à la commission administrative du S3 de Paris où il suit le travail du syndicat en direction des jeunes professeurs en centres de formation (IPES, CPR). En 1973, il entre au secrétariat du S3 de Créteil et est chargé des questions corporatives. 
Devenu professeur d'école normale en 1975, il entre au bureau national du Syndicat des professeurs d'écoles normales (SNPEN-FEN) en 1977, chargé des questions laïques, et y reste jusqu'en 1979. 
De 1979 à 1980, il consacre son activité militante à L’École et la Nation, revue mensuelle du PCF. Il est chargé de la critique des livres pédagogiques.
De 1989 à 1995, il est secrétaire académique de Créteil du SNPDES (l'un des deux syndicats à l'origine du SNPDEN) puis du SNPDEN (affilié à la FEN),,. En 1993, il est élu au bureau national du SNPDEN et après avoir assuré les fonctions de trésorier puis avoir mené la liste nationale aux élections aux commissions paritaires de 1995, il en devient secrétaire général en 1996. À ce titre, il signe avec Jack Lang le protocole instaurant le nouveau statut des personnels de direction (novembre 2000). 
Il contribue de façon décisive à l'ancrage du SNPDEN dans la FEN devenue UNSA éducation et noue à cette occasion des liens d'amitié avec Jean-Paul Roux, alors secrétaire général de la Fédération. Après trois mandats, en 2002, il ne sollicite pas le renouvellement de ses fonctions ; il reste cependant membre de droit du conseil national du SNPDEN-UNSA, auquel il appartient depuis la création du syndicat en 1992.
Il siège au Conseil supérieur de l'éducation nationale de 1997 à 1998, au titre des représentants des chefs d'établissement de l'enseignement public.
De 2008 à 2016, il est membre du jury du prix Jean-Maitron créé par la Fédération de l'Éducation nationale (aujourd'hui UNSA éducation) pour récompenser un mémoire de master d'histoire sociale.
De 2002 à 2012, il est membre du conseil d'administration de la Mission laïque française. Il n'a pas sollicité le renouvellement de son mandat[réf. nécessaire].
Il est ensuite, pendant cinq ans (2010-2015), le président de Touraine inter âges (TIA), université tourangelle de 3000 adhérents ouverte essentiellement aux retraités et pensionnés,.

## Fonctions exercées
Il est successivement professeur de lettres au CES Rabelais de Vitry-sur-Seine de 1971 à 1975, professeur de lettres à l’École normale d'instituteurs du Val-de-Marne sise à Bonneuil-sur-Marne de 1975 à 1983, principal du collège Paul-Éluard de Bonneuil-sur-Marne de 1983 à 1989, premier proviseur du lycée Blaise-Pascal de Brie-Comte-Robert de 1989 à 1993, proviseur du lycée Saint-Exupéry de Créteil de 1993 à 1998, proviseur du lycée Marcelin-Berthelot de Saint-Maur-des-Fossés de 1998 à 2006,.

## Distinctions
- Chevalier de la Légion d’honneur,
- Commandeur des Palmes académiques,
- Médaille d’or de la Jeunesse et des Sports,
- Chevalier du Mérite agricole.

## Vie privée
Il est marié à Jeannine et a deux enfants, Isabelle et Christophe. Il a six petits enfants.